# Liaison blanc-blanc
Vous lisez un « bon article » labellisé en 2025.
La liaison blanc-blanc (LBB) est une navette automatique à traction par câble développée par Poma pour relier deux salles blanches du CEA-Leti et de Minatec au sein de la Presqu'île (ou polygone scientifique) de Grenoble, dans le département de l'Isère en France.
Ouverte en octobre 2010, cette ligne unique au monde permet aux scientifiques et chercheurs de passer de l'une à l'autre des deux salles sans avoir besoin de quitter la zone sous atmosphère contrôlée puisque la navette est elle-même une salle blanche mobile.

## Histoire

### Construction
La construction de l'ouvrage a débuté en janvier 2010 et a duré dix mois, la ligne est ouverte en octobre 2010,,.
Cette navette automatique, qualifiée de funiculaire par ses concepteurs, a été préférée à la construction d'une passerelle de 300 m de long et 3 m de large dont les 3 000 m3 de volume auraient été fastidieux à maintenir en condition de salle blanche. L'hypothèse d'une télécabine a été exclue notamment car elle aurait survolé des bâtiments sensibles.

### Acteurs du chantier
Le projet est issu d'une collaboration entre le CEA-Leti, Poma et Campenon Bernard Régions, : sous la maîtrise d'ouvrage du CEA, Poma assure l'ingénierie, la conception et le suivi de l'opération, ses filiales Sigma, Sacmi et Semer construisent cabine, treuil, automatismes, etc. et Campenon Bernard Régions le viaduc.
L'aménagement intérieur de la cabine, des deux gares et notamment des systèmes de traitement d'air a été réalisé par Vêpres, entreprise spécialisée dans la conception de salles blanches, en tant que sous-traitant de Poma,.
Le contrat signé entre Poma et le CEA est de 3,5 millions d'euros, la ligne coûtant finalement 4 millions d'euros.

## Caractéristiques

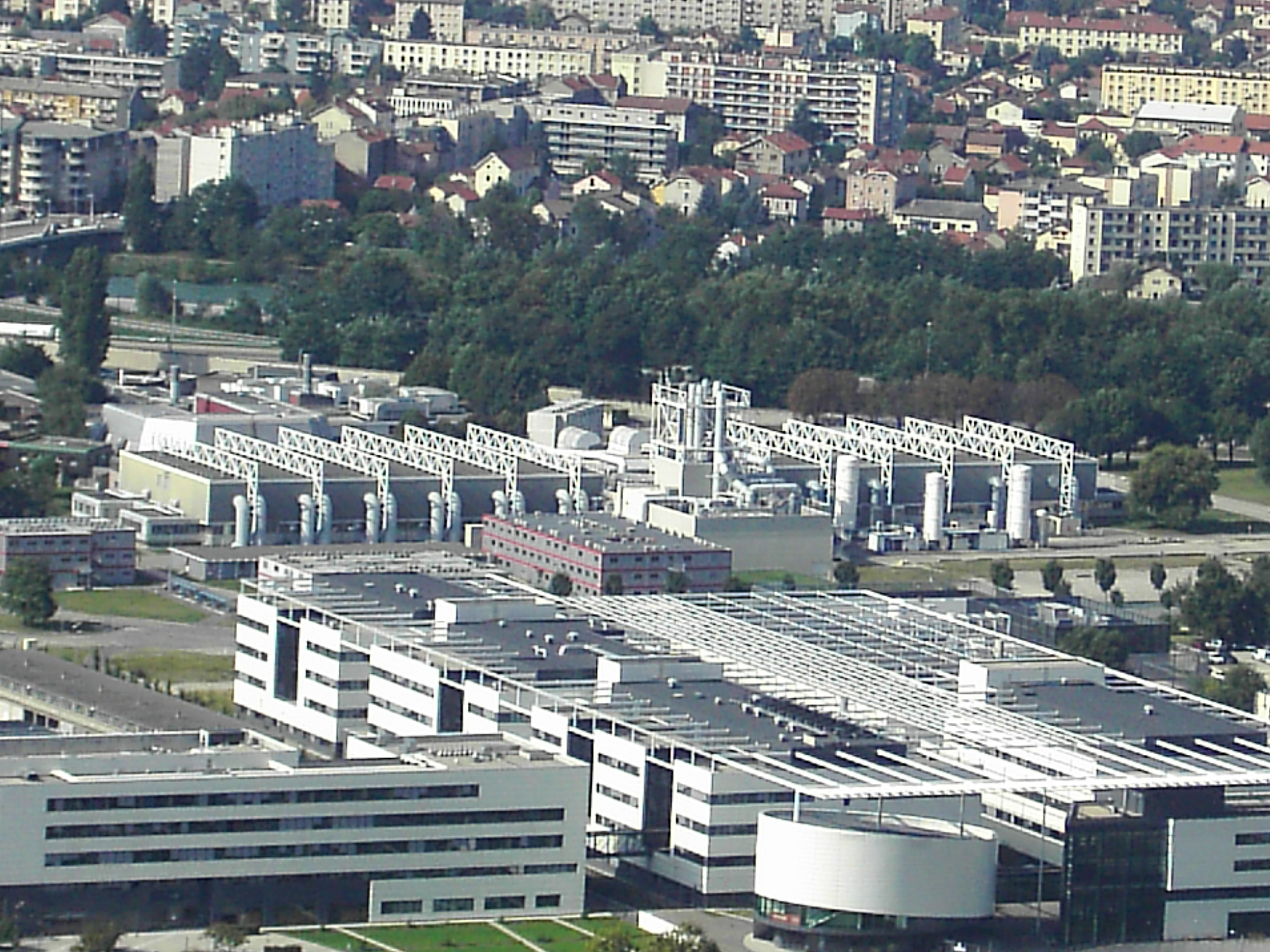
Le CEA-Leti (au fond) et Minatec (en premier plan) en 2008. La LBB passe au pied de l'ensemble d'Algeco gris et rouges (au milieu).

### Généralités
La liaison blanc-blanc ou LBB consiste en une ligne automatique de 250 mètres de long reliant les salles blanches B41 du CEA-Leti à l'ouest et B52B du bâtiment de haute technologie (BHT) de Minatec à l'est,,. Cette ligne, qui n'est pas ouverte au public, est unique au monde par ses caractéristiques : elle permet aux chercheurs et scientifiques de passer de l'une à l'autre sans avoir besoin de quitter leurs combinaisons étanches puisque l'unique cabine est elle même une « salle blanche mobile » répondant aux normes ISO 6,.
Le viaduc en béton repose sur seize piles cylindriques supportant un tablier où circule à même le béton l'unique cabine. Il culmine à 6 m de haut pour dégager un gabarit routier de 4,5 m sur l'unique voie routière franchie par l'ouvrage, tout en permettant une importante dilatation thermique,. Un escalier métallique de service à mi-chemin permet d'accéder à l'ouvrage ou de l'évacuer en cas de nécessité.

### La cabine
La cabine, construite par Sigma (filiale de Poma) peut transporter jusqu'à douze personnes ou une tonne de matériel, un compartiment dédié permettant le transport des composants électroniques très sensibles. Elle se déplace à une vitesse de 5 m/s et rattrape un dénivelé de 2,8 mètres car les deux salles ne se trouvent pas au même niveau (rez-de-chaussée pour l'une, premier étage pour l'autre),. Construite avec une structure en aluminium et largement vitrée, elle est tractée par câble et roule sur pneumatiques avec quatre roues aux quatre coins couplées à d'autres placées à l'horizontale assurant le guidage,, comme sur le Poma 2000 du même constructeur. Son alimentation électrique est assurée par des frotteurs qui captent le courant des trois rails jaunes situés entre les roues. Ses dimensions sont de 4,9 m de long, 3,5 m de haut et 2 m de large, pour une surface au plancher de 8 m2 et un poids d'une tonne environ,. Elle fonctionne par un système de va-et-vient l'apparentant à un ascenseur incliné et est fixée au câble tracteur par des pinces.
La cabine communique par liaison Wi-Fi avec les systèmes automatiques de commande et les bâtiments desservis.

### Une salle blanche mobile

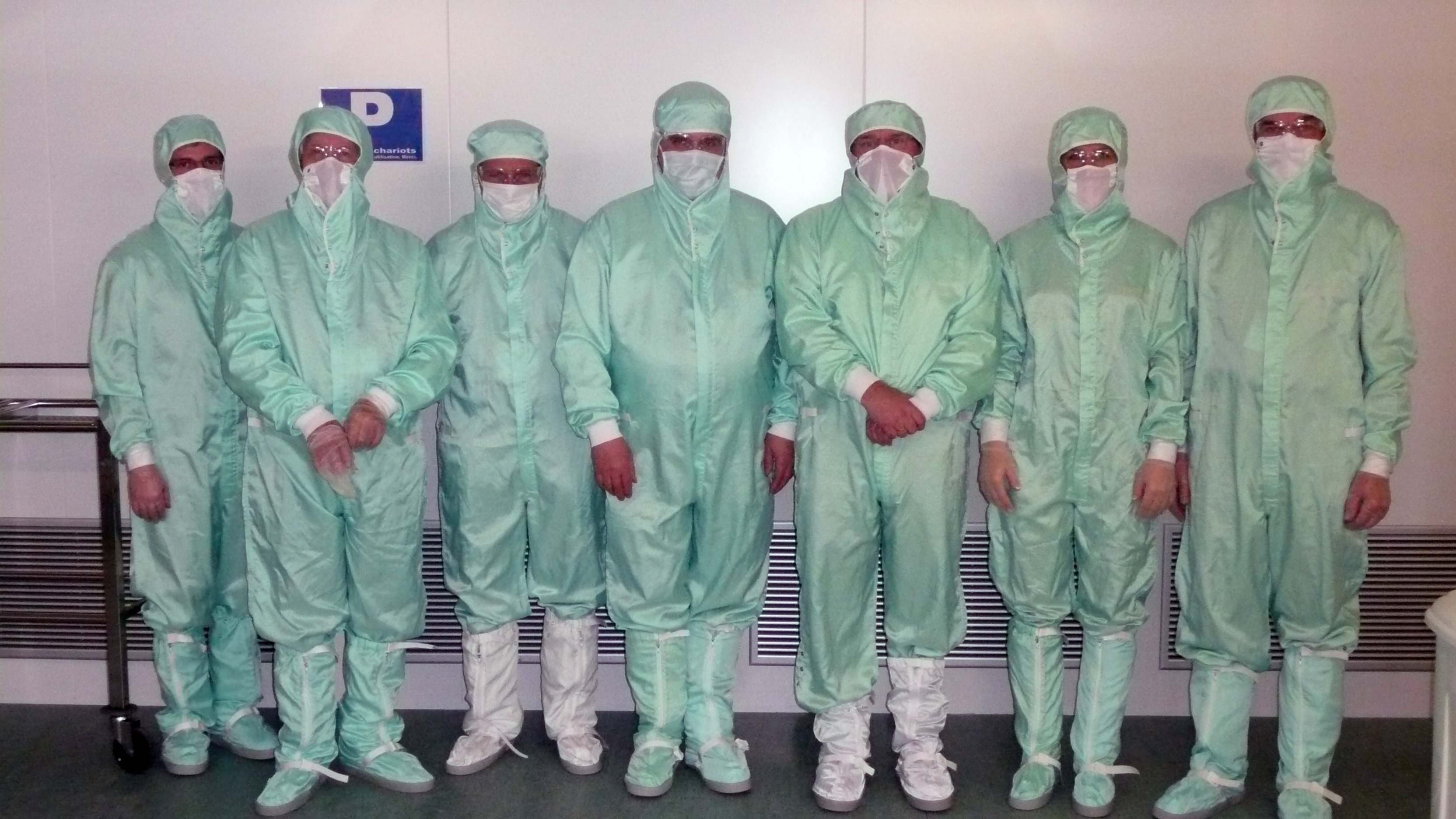
La LBB permet de conserver les combinaisons spéciales entre les deux salles blanches.

L'étanchéité de l'atmosphère contrôlée est maintenue par un système de sas gonflable entre les portes palières des gares, qui sont des extensions des salles blanches, et celle de la cabine, elle-même équipée d’un système de traitement de l'air, afin d'assurer une continuité totale d'une salle blanche à une autre,. Le traitement et le renouvellement de l'air de la zone de 20 cm entre les deux portes prend 30 secondes avant ouverture,. La centrale de traitement d'air (CTA) placée à l'arrière de la cabine, entièrement autonome sur ce point, permet de renouveler 50 à 60 m3 par heure et a un débit maximal de 750 m3 par heure,. Elle est par ailleurs traitée pour éviter toute condensation, réduire au minimum les ponts thermiques et être facilement nettoyable.

## Utilisation

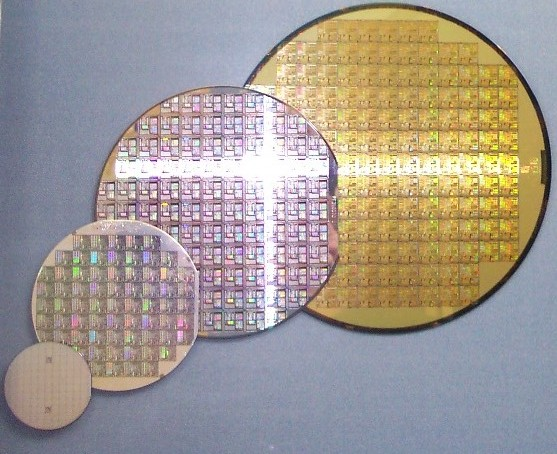
Wafers de différents diamètres.

L'appel de la cabine, le départ et la fermeture des portes sont contrôlés par les utilisateurs au moyen d'un panneau de commande,, comme dans un ascenseur. La ligne a permis de réduire le temps de parcours de 20 à 5 minutes et surtout de supprimer les longues opérations de retrait puis de rééquipement des combinaisons étanches et de couverture des wafers en silicium sous de nombreuses couches de plastique. La liaison procure un gain de temps apprécié, et particulièrement perçu lors des interruptions pour maintenance.
Au-delà des 80 utilisations journalières escomptées, la ligne est utilisée 120 fois par jour au bout d'un an de service et a permis d'accélérer le temps de réalisation de certains travaux menés entre les deux sites,. Le retour sur investissement de la ligne est ainsi réduit à trois ans maximum.

## Projet d'extension
Une extension vers un laboratoire de 12 000 m2 dédié à la photonique a été annoncée en 2015 et aurait dû être réalisée en 2016. Aucune information n'a été communiquée depuis.